# Rannick Schoop
Rannickson Schoop (Willemstad, 25 september 1996) is een Nederlands-Curaçaos voetballer die als verdediger voor onder andere De Graafschap speelde.

## Carrière
Rannick Schoop speelde in de jeugdteams van Heerenveense Boys en sc Heerenveen. Van 2015 tot 2017 zat hij in de selectie van sc Heerenveen, maar kwam hier niet in actie. In 2017 sloot hij transfervrij aan bij De Graafschap, waar hij in het betaald voetbal debuteerde. Dit was op 1 december 2017, in de met 1-0 gewonnen thuiswedstrijd in de Eerste divisie tegen Jong AZ. Hij kwam in de 62e minuut in het veld voor Elvio van Overbeek. Hij speelde in totaal vier wedstrijden voor De Graafschap, en nadat zijn contract in de zomer van 2018 afliep, sloot hij in 2019 bij Jong sc Heerenveen aan. Na een half jaar vertrok hij naar ONS Sneek, waar hij geen wedstrijd speelde.

### Statistieken
| Seizoen                        | Club               | Land           | Competitie        | Competitie | Competitie | Beker | Beker | Totaal | Totaal |
| Seizoen                        | Club               | Land           | Competitie        | Wed.       | Dlp.       | Wed.  | Dlp.  | Wed.   | Dlp.   |
| ------------------------------ | ------------------ | -------------- | ----------------- | ---------- | ---------- | ----- | ----- | ------ | ------ |
| 2015/16                        | sc Heerenveen      | Nederland      | Eredivisie        | 0          | 0          | 0     | 0     | 0      | 0      |
| 2016/17                        | sc Heerenveen      | Nederland      | Eredivisie        | 0          | 0          | 0     | 0     | 0      | 0      |
| 2017/18                        | Jong De Graafschap | Nederland      | Derde divisie Zo. | 17         | 0          | –     | –     | 17     | 0      |
| 2017/18                        | BV De Graafschap   | Nederland      | Eerste divisie    | 4          | 0          | 0     | 0     | 4      | 0      |
| 2018/19                        | sc Heerenveen      | Nederland      | Eredivisie        | 0          | 0          | 0     | 0     | 0      | 0      |
| 2019/20                        | ONS Sneek          | Nederland      | Derde divisie Za. | 0          | 0          | 0     | 0     | 0      | 0      |
| Carrièretotaal                 | Carrièretotaal     | Carrièretotaal | Carrièretotaal    | 21         | 0          | 0     | 0     | 21     | 0      |
| Bijgewerkt op 27 november 2020 |                    |                |                   |            |            |       |       |        |        |